# ミニボックスシリーズ
ミニボックスシリーズは、ハセガワが1970年代から製造・販売している、1/72スケールの戦車などの陸上兵器や軍用車両を中心としたプラモデルのシリーズである。

## 概要
ミニボックスシリーズの発売された1970年代初めには、ミニスケールAFVはHOゲージ鉄道模型向けの1/87や、イギリスのOOゲージ鉄道模型向けの1/76が主流であった。ハセガワは同社の柱とも言える飛行機模型と並べても違和感のないように、ミニボックスシリーズに1/72スケールを採用した。このコンセプトに沿って、日本軍の燃料補給車やエンジン起動車のようにその後長らく唯一のモデルとなる車両が作られたほか、当時としては第二次世界大戦中のアメリカ軍のソフトスキンも充実していた。また、1970年代後半にはハセガワが輸入代理店であったエッシーの同スケールのミリタリーモデルを、ミニボックスEシリーズとしてラインナップに加えていた。
2010年現在の市場においては、自社の1/35キットを縮小した品質とラインナップを持つドイツレベルやドラゴン、人件費の安さと国内の博物館に実物がある事による資料の充実を武器にするロシアや東欧、中国の模型メーカーの1/72キットに対し、旧キットのバージョン替えや完全新金型キットの投入により対抗しているものの、30年以上前に開発された製品が多数を占めるため苦戦を強いられている。また2000年代半ば以降、ミニボックスシリーズのコンセプトと同じく、同一メーカの航空機模型と並べる事が可能なストラクチャーとして、タミヤが1/48ミリタリーミニチュアシリーズを展開している。

## 製品一覧
2010年8月時点で発売済みの製品を下記に示す。「新No.」は1992年以降使用されている、新しい製品番号である。1992年当時生産休止品であった3点は新番号 (MT) が与えられず、生産再開後も旧番号 (MB) が使用されている。
| 旧No. | 新No. | 名称                                         | 発売 |
| ----- | ----- | -------------------------------------------- | ---- |
| MB1   | MT1   | ウィリス M.B. ジープ                         | 1973 |
| MB2   | MT2   | 155mm カノン砲 ロングトム                    | 1973 |
| MB3   | MT3   | M3 スチュアート Mk.I 軽戦車                  | 1973 |
| MB4   | MT4   | M3 リー Mk.I 中戦車                          | 1973 |
| MB5   | MT5   | M3 グラント Mk.I 中戦車                      | 1973 |
| MB6   | MT6   | M3A1 ハーフトラック                          | 1973 |
| MB7   | MT7   | M4A1 ハーフトラック                          | 1973 |
| MB8   | MT8   | VI号戦車 タイガーI型                         | 1973 |
| MB9   | MT9   | V号戦車 パンサーG型                          | 1973 |
| MB10  | MT10  | 88mm 対空砲 Flak 18                          | 1973 |
| MB11  | MT11  | Sd.Kfz.7 8トンハーフトラック                 | 1973 |
| MB12  | MT12  | キューベルワーゲン & B.M.W.サイドカー        | 1973 |
| MB13  | MT13  | シュビムワーゲン & ケッテンクラート          | 1973 |
| MB14  | MT14  | Sd.Kfz.7/1 8トンハーフトラック 20mm 4連装砲  | 1973 |
| MB15  | MT15  | M4A3E8 シャーマン                            | 1974 |
| MB16  | MT16  | いすゞ TX-40 燃料補給車                      | 1974 |
| MB17  | MT17  | トヨタ GB エンジン起動車                     | 1974 |
| MB18  | MT18  | Sd.Kfz.7/2 8トンハーフ トラック 37mm 対空砲  | 1974 |
| MB19  | MT19  | M-24 チャーフィー                            | 1974 |
| MB20  | MT20  | GMC CCKW-353 兵員輸送車                      | 1974 |
| MB21  | MT21  | GMC CCKW-353 タンクローリー                  | 1974 |
| MB22  | MT22  | GMC CCKW-353 ダンプカー                      | 1974 |
| MB23  | MT23  | M5 ハイスピード トラクター                   | 1975 |
| MB24  | MT24  | ダイムラー Mk.II 装甲車                      | 1975 |
| MB25  | MT25  | ハンバー Mk.II 装甲車                        | 1975 |
| MB26  | MT26  | クルセーダー Mk.III                          | 1975 |
| MB27  | MT27  | チャーチル Mk.I                              | 1975 |
| MB28  |       | ドイツ列車砲 K5 (E) レオポルド               | 1975 |
| MB29  | MT28  | メルセデス ベンツ G4型                       | 1976 |
| MB30  | MT31  | 検問所セット                                 | 1977 |
| MB31  | MT32  | 野営セット                                   | 1977 |
| MB32  |       | 600㎜自走臼砲 カール & 運搬貨車              | 1977 |
| MB33  |       | 600㎜自走臼砲 カール & 4号特殊弾薬運搬車     | 1977 |
| MB34  | MT29  | アメリカ歩兵 コンバットチーム                | 1980 |
| MB35  | MT30  | ドイツ歩兵 アタックグループ                  | 1980 |
| MA1   | MT33  | M-1 エイブラムス                             | 1986 |
| MA2   | MT34  | レオパルト 2                                 | 1986 |
| MA3   | MT35  | M-1E1 エイブラムス                           | 1986 |
|       | MT36  | VI号戦車 タイガー I型 "後期タイプ"           | 1997 |
|       | MT37  | V号戦車 パンサー G型 "スチール ホイール"     | 1997 |
|       | MT38  | 88mm 対空砲 Flak36                           | 1997 |
|       | MT39  | VI号戦車 タイガー I型 "最後期型"             | 1997 |
|       | MT40  | V号戦車 パンサー F型                         | 1997 |
|       | MT41  | IV号戦車 F1型                                | 1999 |
|       | MT42  | IV号戦車 F2型                                | 1999 |
|       | MT43  | IV号戦車 G型                                 | 1999 |
|       | MT44  | Sd.Kfz 251/1 D型 装甲兵員輸送車              | 2000 |
|       | MT45  | Sd.Kfz 251/22 D型 "パックワーゲン"           | 2000 |
|       | MT46  | Sd.Kfz 251/9 D型 "シュツンメル"              | 2001 |
|       | MT47  | 37mm IV号対空戦車 "オストヴィント"           | 2001 |
|       | MT48  | 20mm 4連装 IV号対空戦車 "ヴィルベルヴィント" | 2001 |
|       | MT49  | Sd.Kfz.162 IV号駆逐戦車 L/48 "初期型"        | 2002 |
|       | MT50  | Sd.Kfz.162/1 IV号戦車/70 (V) ラング          | 2002 |
|       | MT51  | Sd.Kfz.162 IV号 駆逐戦車 L/48 "後期型"       | 2003 |
|       | MT52  | Sd.Kfz.234/2 8輪重装甲偵察車 "プーマ"        | 2005 |
|       | MT53  | Sd.Kfz.234/1 8輪重装甲偵察車                 | 2005 |
|       | MT54  | Sd.Kfz.234/3 8輪重装甲偵察車 "シュツンメル"  | 2006 |
|       | MT55  | VI号戦車 タイガーI "ハイブリッド"            | 2006 |
|       | MT56  | 54cm 自走臼砲 カール w/IV号特殊弾薬運搬車    | 2006 |
|       | MT57  | 60cm 自走臼砲 カール 量産型 w/運搬貨車       | 2007 |

## 日本以外での展開・その他
ミニボックスシリーズは1970年代前半から1980年代半ばにかけて、アメリカのミニクラフトと、イギリスのHALESから、それぞれ日本版のパッケージと多少異なる独自の英語版パッケージで発売されている。ミニボックスEシリーズの逆にエッシーからハセガワのミニボックスシリーズが販売された形跡は無いが、1970年代初めにエッシーの1/72AFVキットや緑商会の1/76ミニAFVをアメリカで販売していたAHMから、ミニボックスシリーズをコピーしたキットが3点発売されている。これと同一のキットは後にアメリカのリンドバーグからも発売され、リンドバーグ版の製品は2010年現在でも流通している。これらのキットは、部品自体はほとんどハセガワ製と区別が付かないが、ランナー内の部品配置がやや異なり、ランナーに刻印された部品番号の位置と書体も異なっている。コピーが作られた経緯は不明であるが、AHM版のパッケージには香港製と書かれている。また、ミニボックスシリーズの製品をコピーしたキットは、中国のサイエンス・トレジャリー（美豊プラスチック玩具）および韓国のポパイ科学からも15点程発売されているほか、中国のFADA（発達玩具）からも発売されている。